# Karl Vossschulte
Karl Aloisius Vossschulte oder Voßschulte (* 1. Juni 1907 in Beckum; † 6. April 2001 in Gießen) war ein deutscher Chirurg und Hochschullehrer, der sich vor allem mit der Thoraxchirurgie, der Herzchirurgie und der Bauchspeicheldrüsenchirurgie beschäftigte. Er gehört zu den Pionieren der Lungenchirurgie und Thoraxchirurgie.

## Leben

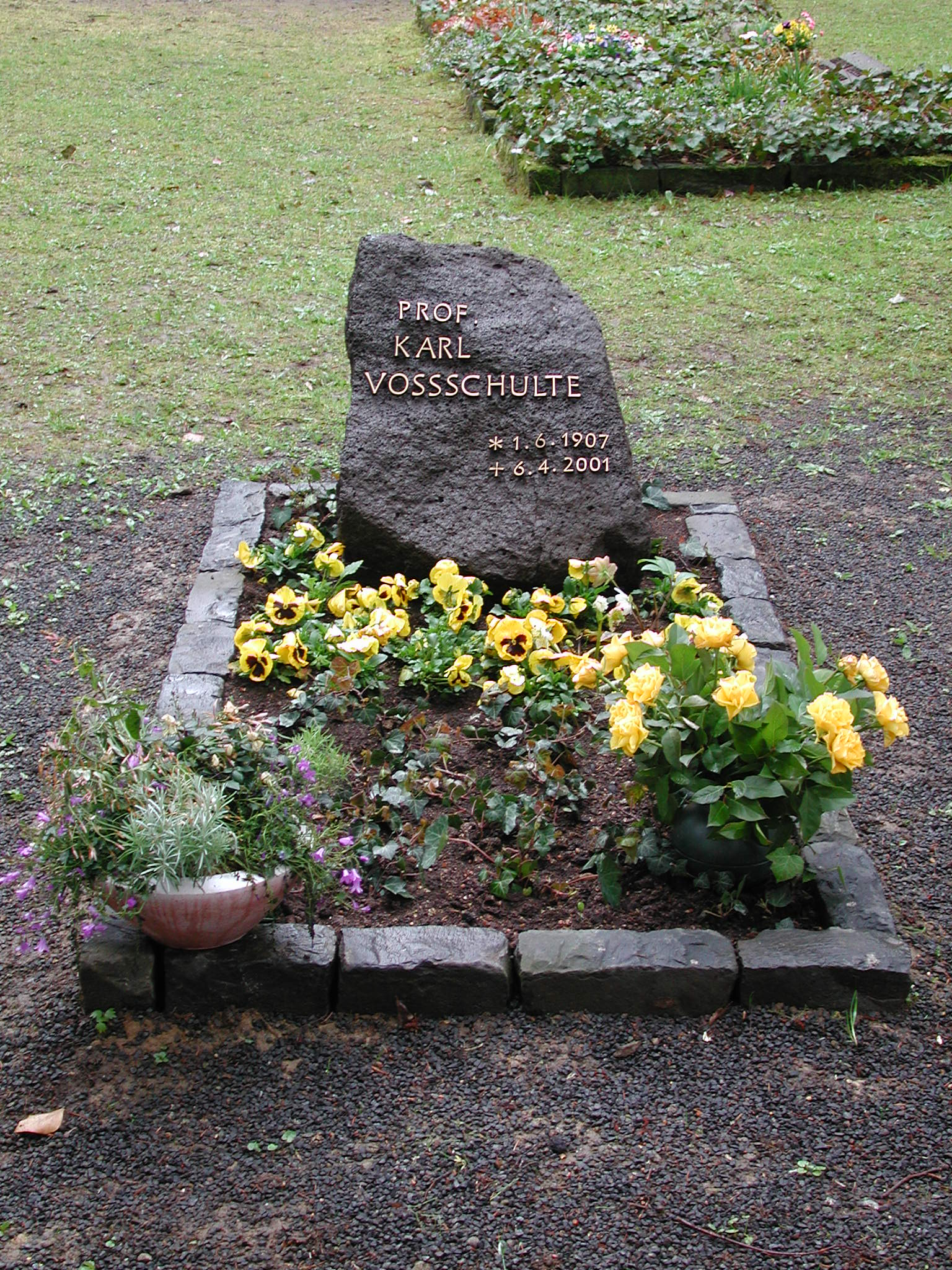
Grab von Karl Vossschulte auf dem Mönchsfriedhof des Klosters Arnsburg

Vossschulte wurde in Westfalen als Sohn des Mediziners Alfred Vossschulte und dessen Ehefrau Bernhardine, geborene Schulze-Lohoff, geboren. Er studierte Medizin in Düsseldorf, München, Freiburg im Breisgau und Wien und wurde jeweils Mitglied von katholischen Studentenverbindungen im KV: K.St.V. Brisgovia Freiburg, K.St.V. Nassovia Gießen und K.A.V. Baltia Kiel. Für sein jahrelanges Vereinsengagement und sein akademisches Lebenswerk wurde er zu einem der drei Ehrenphilister des KStV Nassovia Gießen ernannt.
Erste wissenschaftliche Untersuchungen führte er auf dem Gebiet der Neurochirurgie durch, wobei er die Beteiligung des sympathischen Nervensystems am Schmerzkomplex untersuchte. An der von Emil Karl Frey geleiteten Klinik in Düsseldorf war er Assistent. Im Jahr 1941 habilitierte er sich bei Frey, mit dem er 1943 als Erster Oberarzt an die Ludwig-Maximilians-Universität München, einem Zentrum der Thoraxchirurgie ging. Von 1941 bis 1951 übte Vossschulte eine Lehrtätigkeit als Dozent an der Medizinischen Akademie Düsseldorf und der Universität München (ab 1948 als außerplanmäßiger Professor) aus.
Nach dem Wiederaufbau der kriegszerstörten Klinik in der Nußbaumstraße folgte er 1951 dem Ruf der Justus-Liebig-Universität Gießen auf den Lehrstuhl für Chirurgie. 1954 lehnte er einen Ruf der Friedrich-Alexander-Universität Erlangen ab. Er entließ zunächst die Neurochirurgie, später die Anästhesiologie und die Urologie und zuletzt die Unfallchirurgie und die Herzchirurgie in die Selbständigkeit. Als „Enkel“ von Ferdinand Sauerbruch widmete Vossschulte sich besonders der Thoraxchirurgie, insbesondere der Lungenchirurgie zur Behandlung von Krebserkrankungen und Tuberkulose der Lungen. Er führte unter anderem erfolgreiche pulmonale Embolektomien ohne Herzlungenmaschine durch und legte Grundsteine für Verbesserungen der Trendelenburg-Operation bei Lungenarterienembolie, zudem erweiterte er die Behandlung der Aortenisthmusstenose. Auch auf dem Gebiet der radikal-chirurgischen Therapie von Erkrankungen der Bauchspeicheldrüse waren Vossschulte und seine Klinik von Bedeutung. Er war Schriftleiter der 1953 gegründeten Zeitschrift Thoraxchirurgie und vaskuläre Chirurgie und gehörte zu den Gründern der 1971 aus der „Thoraxchirurgischen Arbeitstagung“ hervorgegangenen Deutschen Gesellschaft für Thorax-, Herz- und Gefäßchirurgie.
Vossschulte war ab 1941 mit Lissy Stein verheiratet und hatte zwei Kinder (Vera und Christa Vossschulte). Er war Rotarier. 1975 im 68. Lebensjahr emeritiert, starb er kurz vor seinem 94. Geburtstag. Sein Grab befindet sich auf dem Mönchsfriedhof des Klosters Arnsburg bei Lich.

## Ehrungen und Präsidentschaften
- Vereinigung Mittelrheinischer Chirurgen (1956)
- Deutsche Gesellschaft für Verdauungs- und Stoffwechselkrankheiten (1965)
- Deutsche Gesellschaft für Chirurgie (1969 bis 1976)
- Mitgliedschaft Deutsche Akademie der Naturforscher Leopoldina (1958)[1]
- Ehrenmitgliedschaft Soc. Hellenique de Chirurgie, Athen
- Ehrenmitgliedschaft Soc. de Chir. Lyon
- Ehrenmitgliedschaft Tschechoslowakische Medizinische Gesellschaft J. E. Purkyne
- Ehrenmitgliedschaft Assoc. Franc. de Chirurgie
- Ehrenmitgliedschaft Deutsche Gesellschaft für Thorax-, Herz- und Gefäßchirurgie
- Dr. med. h. c. der LMU (1983)
- Ernst-von-Bergmann-Plakette
- Ehrenplakette der Hessischen Landesärztekammer

## Veröffentlichungen (Auswahl)
- Grundlagen der Schmerzbekämpfung durch Sympathikusausschaltung. 1949.
- Isthmusplastik zur Behandlung der Aortenisthmusstenose. In: Thoraxchirurgie. Band 4, 1957, S. 443 ff.
- Leistungen und Ergebnisse der neuzeitlichen Chirurgie. Emil K. Frey zum 70. Geburtstag. Stuttgart 1958.
- mit anderen: Lehrbuch der Chirurgie. 2.–7. Auflage. 1958–1982.
- mit W. H. Becker: Pankreas. In: G. Brandt, H. Kunz, Rudolf Nissen (Hrsg.): Intra- und postoperative Zwischenfälle. Band 2. Thieme, Stuttgart 1965.
- mit E. Wagner: Splanchnektomie bei chronischer Pankreatitis. In: Deutsche medizinische Wochenschrift. Band 94, 1969, S. 685 ff.
- mit Franz Xaver Sailer und K. Schultis: Diagnose und Therapie benigner Pankreastumoren. In: Deutsche medizinische Wochenschrift. Band 96, 1971, S. 1461 ff.
- mit Zukschwerdt: Chirurgische Differentialdiagnostik. 1972.
- Aufgaben der Gießener Chirurgischen Klinik im Wandel des Fachgebietes seit 1951, in: Gießener Universitätsblätter 10 (1977), Heft 1, S. 67–74. pdf.
- mit H. G. Lasch und Fr. Heinrich: Lehrbuch der Inneren Medizin und Chirurgie. 1979; 2. Auflage 1982.